# Csörsz Rumen István
Csörsz Rumen István (Budapest, 1974. május. 19. –) magyar irodalomtörténész, régizenész, kiadó.

## Pályafutása
Budapesten született Csörsz István író (1942–2018) és Fűri Anna pszichológus (1946–2006) gyermekeként. Zenei általános iskolába járt, az ELTE Radnóti Miklós Gyakorlógimnáziumában érettségizett 1992-ben. Egyetemi diplomáját az Eötvös Loránd Tudományegyetem magyar szakán szerezte 1997-ben, ugyanitt doktorált 2004-ben.
2000–2001-ben a XI. kerületi Weiner Leó Zeneiskola furulyatanára volt, 2001-től kutatóként dolgozik az MTA (később HUN-REN Bölcsészettudományi Kutatóközpont) Irodalomtudományi Intézet ének XVIII. századi osztályán. 2012 óta tudományos főmunkatárs; 2017–2022 között az Irodalmi nyilvánosság a polgárosuló Nyugat-Magyarországon 1770–1820 MTA Lendület Kutatócsoport vezetője volt. 2013 és 2022 között az Irodalomtörténeti Közlemények felelős szerkesztője, jelenleg szerkesztőségi tag. 2008 óta a Régi magyar költők tára XVIII. századi sorozatának társ-sorozatszerkesztője (a 9. kötettől). 2008-tól a Reciti Kiadó társalapítója és szerkesztőségi tagja.
Zeneiskolai csellótanulmányok után a népzene és a régizene felé fordult az érdeklődése. Az Óbudai Népzenei Iskolában tanult (III. kerületi Állami Zeneiskola Népzenei Tagozat; 1985–1991: duda, Lányi György; népi kamarazene: Ifj. Csoóri Sándor, Balogh Sándor; 1986–1992: koboz, Kobzos Kiss Tamás). Részt vett a Keszthelyi Régizenei Kurzusokon (1991, 1992: furulya, reneszánsz kamarazene: Czidra László). 1988-ban megalapította a Musica Historica együttest, melynek azóta is művészeti vezetője. Európa 13 országában, több mint 1400 alkalommal léptek fel, 9 önálló és több társas CD közreműködői.
A Carmina Danubiana együttes (1992–) és a Falkafolk együttes tagja (2011–2020). Szólistaként és más előadókkal (Sebestyén Márta, Szvorák Katalin, Erdal Şalikoğlu, Miquèu Montanaro, Szabó András, Gubinecz Ákos) közösen is rendszeresen fellép. Kobzos Kiss Tamással és az Etnofon Zenei Társulással szintén voltak közös műsorai.
Bábszínházi zenéket ír (Rumi László rendezéseihez); a Ketten a versben produkciók zenész közreműködője (Szendrey Júlia-, Arany János- és Vörösmarty-estek). Megzenésítette többek között Fűri Anna, Petrőczi Éva, Arany János, Petőfi Sándor, Robert Burns, Kovács András Ferenc, József Attila, Pilinszky János, John Donne és saját verseit. 2003 óta régizenei és népzenei CD-ket ad ki (CsRI 001–022), 2022-től online formában is.
Fő hangszerei: lant, koboz, gitár, mandora, ud, tamburák, duda, reneszánsz fúvósok.
Oktatás
- Régizene Nyári Egyetem, Csíkszereda: reneszánsz kamarazene-tanár (2010–)
- Liszt Ferenc Zeneművészeti Egyetem, Népzene Tanszék: óraadó (2018–)
- Eötvös Loránd Tudományegyetem: doktori témavezető (2020–)
- Babeş–Bolyai Tudományegyetem, Magyar nyelv és irodalom tanszék, Kolozsvár: utazó vendégtanár (2023–2024)

### Magánélete
Felesége Szilágyi N. Zsuzsa, szerkesztő, gyermekük Csörsz Anna (2000).

## Főbb művei

### Kötetek
- Sudár Balázs−Csörsz Rumen István: „Trombita, rézdob, tárogató...". A török hadizene és Magyarország; Tinódi Lantos Sebestyén Református Zeneiskola, Enying, 1996. Török nyelvű kiadás: 2016.
- Szöveg szöveg hátán. A magyar közköltészet variációs rendszere, 1700−1840; Argumentum, Budapest, 2009 (Irodalomtörténeti füzetek)
- A kesergő nimfától a fonóházi dalokig. Közköltészeti hatások a magyar irodalomban, 1700−1800; Universitas, Budapest, 2016 (Irodalomtudomány és kritika. Tanulmányok)

### Főbb szerkesztett kötetek és szövegkiadások
- Bándi Péter énekeskönyve, 1837; Domokos Pál Péter hagyatékából sajtó alá rend. Csörsz Rumen István, Kriterion, Bukarest–Kolozsvár, 2000 (Téka)
- Világi énekek és versek, 1720–1846.Válogatás; vál., szöveggond. Csörsz Rumen István, jegyz., utószó Küllős Imola; Unikornis, Budapest, 2001 (A magyar költészet kincsestára)
- Bocskor János énekeskönyve, 1716–1739; Domokos Pál Péter hagyatékából sajtó alá rend. Csörsz Rumen István; Kriterion, Kolozsvár, 2003 (Téka)
- Haja, haja virágom. Virágénekek; szöveggond., bev. Szabó T. Attila, szerk., CD-melléklet Csörsz Rumen István, utószó ifj. Szabó T. Attila, Csörsz Rumen István; 2. jav. kiad.; Kriterion, Kolozsvár, 2007 + CD
- Szirmay Antal: Magyarország szóképekben; ford. Vietórisz József, sajtó alá rend. Csörsz Rumen István; Kriterion, Kolozsvár, 2008 (Téka)
- Tinódi Sebestyén és a régi magyar verses epika. A 2006. évi budapesti és kolozsvári Tinódi-konferenciák előadásai; szerk. Csörsz Rumen István; Kriterion, Kolozsvár, 2008
- Doromb : Közköltészeti tanulmányok, szerk. Csörsz Rumen István, 1–12. kötet (2012–)
- Dúdolj verset. Kobzos Kiss Tamás emlékezete; szerk. Csörsz Rumen István, Szerényi Béla; jav. kiad.; Magyar Hangszermíves Céh, Budapest, 2018 + CD, DVD
- A kis világbeli nagy világ. Tanulmányok Pálóczi Horváth Ádámról; szerk. Csörsz Rumen István, Mészáros Gábor; Reciti, Budapest, 2020 (Reciti konferenciakötetek)
- A magyar ponyva új tüköre. Tanulmányok a népszerű nyomtatványok kutatásáról; szerk. Chikány Judit, Csörsz Rumen István; Reciti, Budapest, 2024

#### Régi magyar költők tára, XVIII. század
- IV. Közköltészet 1. Mulattatók, sajtó alá rend. Küllős Imola, munkatárs Csörsz Rumen István; 2000
- VIII. Közköltészet 2. Társasági és lakodalmi költészet; sajtó alá rend. Csörsz Rumen István, Küllős Imola; 2006
- XIV. Közköltésztet 3/A.Történelem és társadalom; sajtó alá rend. Csörsz Rumen István, Küllős Imola; Balassi, Budapest, 2013
- XV. Közköltészet 3/B. Közerkölcs és egyéni sors; sajtó alá rend. Csörsz Rumen István, Küllős Imola; 2015

#### Magyar világi ponyvairodalom, 1700−1820
Magyar világi ponyvairodalom, 1700−1820; sajtó alá rend. Csörsz Rumen István; Reciti, Budapest, 2018– (ReTextum)
- 1. Lírai dalok és versek. Forráskiadás; 2018.
- 2. Oktató és szórakoztató költészet. Forráskiadás; 2020

## Diszkográfia

### Musica Historica

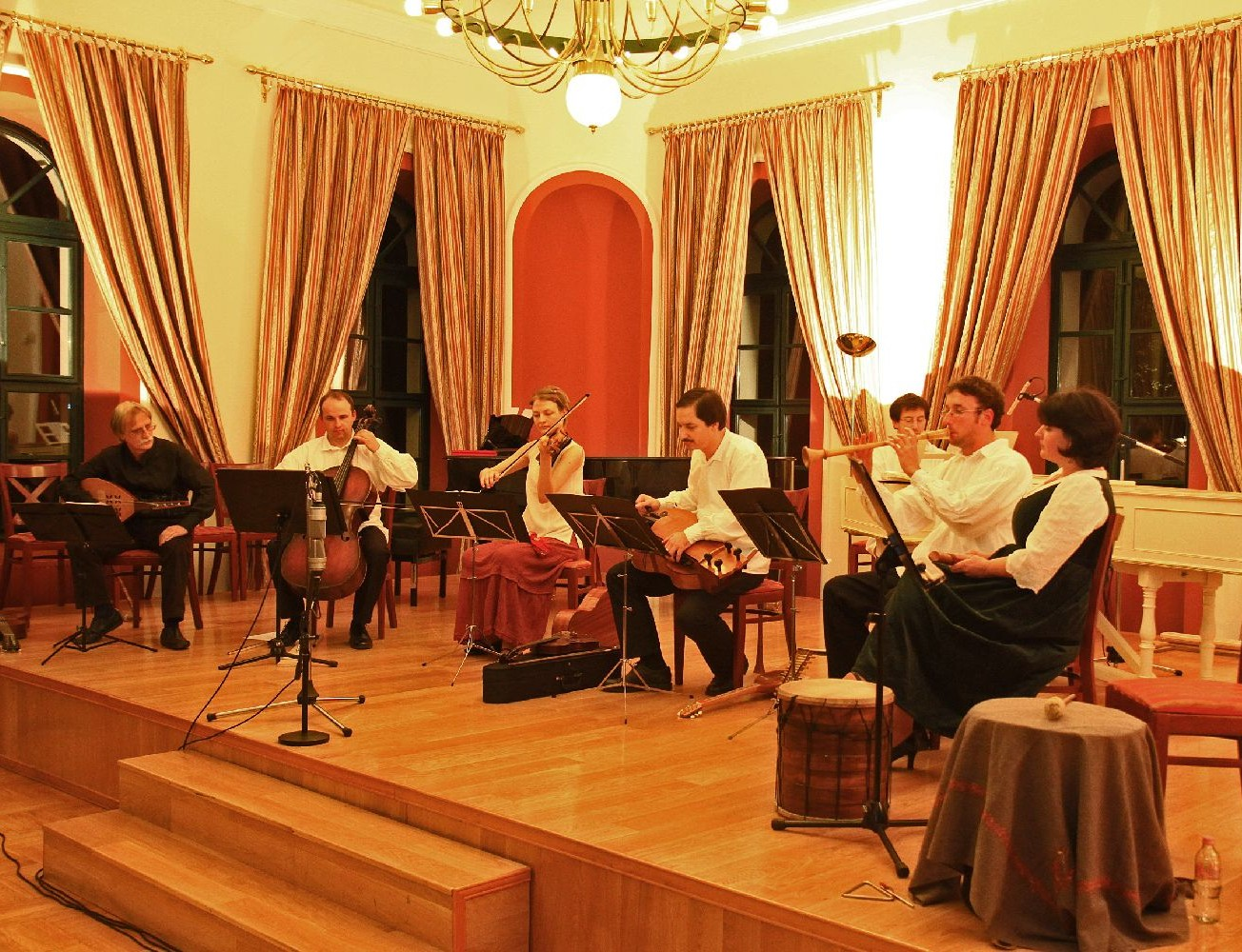
A Musica Historica együttessel a Magyar Arión, Pálóczi Horváth Ádám születésének 250. évfordulója tiszteletére rendezett konferencián 2010-ben

- Kobzos Kiss Tamás: Protestáns énekmondók; közrem. Musica Historica (MC); 1992
- Balassi Bálint külömb-külömb féle énekei (MC); 1993, 1994
- Ótestamentom. Bogáti Fazakas Miklós énekei (MC); 1994
- Canlar, Kobzos Kiss Tamás, Musica Historica: Devr-i reván. Török klasszikus zene (MC); 1998; (online); 2024
- Bonum vinum. Bordalok és táncmuzsika a 16–18. századi Magyarországról (CD); 2001
- Amor ey. Középkori világi muzsika. XII–XV. század (CD); 2003
- Jelentem versben mesémet. Balassi Bálint énekei; közrem. Kobzos Kiss Tamás (2 CD); 2004
- Dámák és banyák. Régi magyar lányok és asszonyok viselt dolgairól. XVII–XIX. század (CD); 2007
- Kobzos Kiss Tamás: Csokonai Vitéz Mihály (Hangzó Helikon); közrem. Musica Historica (könyves CD); 2008
- Kobzos Kiss Tamás: Nem megyek én innen sehova. Énekelt versek (CD); 2009
- Reneszánsz táncok; Kovács Gábor társastánc-kötetének zenei anyaga (CD); 2010
- Dicséretes ez gyermek. Régi közép-európai muzsika a karácsonyi ünnepkörből (CD); 2013
- Arany János: Csendes dalok; Csörsz Rumen István, közrem. Musica Historica (CD); 2018
- Várj meg, madaram. Magyar szerelmi énekköltészet a XVII. században (CD); 2022
- Hétnyelvű. Az Anjou- és Zsigmond-kor zenéjéből (1300–1437) (CD); 2023

### Más együttesek, szólistaként
- Carmina Danubiana–Claude Flagel: Vers l' est je veux aller / Burgondia utca. Francia-magyar népköltési párhuzamok (CD); 2004[5]
- Juhász Katalin–Palócz Réka–Csörsz Rumen István: Haja haja virágom. Virágénekek Szabó T. Attila válogatásában (könyv CD-melléklete); 2007[6]
- Carmina Danubiana: Budavár tövében. A Hunyadiak emlékezete a folklórban (CD); 2008[7]
- Kiss Ferenc: Magyar Kancionálé. Zsoltárok, népénekek. Kálvin János emlékére (CD); 2009[8]
- Maradjon nálatok jó emlékezetem. Kobzos Kiss Tamás emlékére (könyves CD); 2017
- Szvorák Katalin: Tölgyfa-testvér. Szlovák népköltészet Varga Imre fordításában (CD); 2018
- Balassi Bálint összes költeményei korhű kiadásban (könyvmelléklet) 2023; (online); 2024

## MTMT publikációs lista
- https://m2.mtmt.hu/gui2/?type=authors&mode=browse&sel=10000603

## Szervezeti tagságai
- MTA Irodalom- és Kultúratudományi Bizottság (tag)
- Musica Historica Kulturális Egyesület (elnök, 1997–)
- Magyar Régizenei Társaság (tag)

## Díjai, elismerései
- Tinódi-lant (2003)
- Akadémiai Ifjúsági Díj (2007)
- Bolyai János Kutatási Ösztöndíj (2008–2011; 2013–2016)
- Balassi-emlékérem (2009)
- Bolyai-plakett (2012)
- Kiss József-díj (2014)[9]
- Martinkó András-díj (2015)[10]
- Kobzos Kiss Tamás-vándordíj (2016)
- Faludi Ferenc Alkotói Díj (2019)[11]